# 川上凉花
川上 凉花（かわかみ りょうか、1887年9月 - 1921年5月5日）は明治・大正期の日本の画家。本名は川上乙次郎。

## 略歴
東京府東京市本郷区本郷（現・東京都文京区本郷）に生まれる。1906年に太平洋画会研究所に入る。1907年に岸田劉生や川村信雄とともに紫紅会を結成し、美術回覧雑誌『紫紅』の編輯にたずさわる。1910年に川村信雄・萬鐵五郎・三並花弟・松村巽らと雑草会を結成し、本郷教会で展覧会を催す。1911年、二六新報の美術記者となる。1912年、フュウザン会に出品。1914年から中野で大森商二(熊本県山鹿町出身、東大中退の洋画家)と自炊生活をはじめ、この年から木炭による風景画を描く。1915年、東中野にアトリエを構え、越後・佐渡に旅行する。1918年に日本美術家協会を結成し、水墨による日本画を描く。